# 细纹苇莺
细纹苇莺（学名：Acrocephalus sorghophilus）是屬於葦鶯科的舊世界鶯。本物種於1863年由羅伯特·斯文豪首次描述。
分布于菲律宾和中国的辽宁、河北、湖北、江苏、福建等地。该物种的模式产地在福建。
其天然棲地是沼澤和耕地。由於棲地喪失，特別是位於坎達巴沼澤（菲律賓）的越冬區濕地喪失，它正受到威脅。

## 描述
[[[eBird]]將該鳥描述為「一種神秘且隱蔽的葦鶯；過去相當常見，但現在越來越稀少，可能接近滅絕。它是亞洲唯一冠部和背部有條紋的葦鶯。成鳥與較常見的雙眉葦鶯相似，但背部和冠部有明顯的條紋，眉紋的對比較弱，顏色明顯較淡。在遷徙過程中和冬季出現在沼澤和濕地，但其繁殖地仍然未知。牠發出類似東方大葦鶯的沙啞顫音，但據報較為安靜。」

## 棲地與保護狀況
在遷徙過程中，他們曾在沼澤和粟田被記錄，冬季時出現在蘆葦和草地的沼澤區域附近。牠可能在繁殖範圍內利用柳樹灌叢和蘆葦叢。牠可能主要以無脊椎動物為食，並可能食用種子，但需要更多研究。牠在中國的春季遷徙時間是5月下旬到6月上旬，秋季遷徙時間是8月下旬到9月上旬。所有菲律賓的記錄都集中在9月至6月。
IUCN已將這種鳥類評估為極危物種，其族群估計僅250到999隻成熟個體，數量仍在持續下降。該物種的主要威脅是棲地喪失，特別是唯一已知的越冬地坎達巴沼澤被大規模改為農田，特別是用於種植水稻。
坎達巴沼澤是一個拉姆薩公約濕地；然而，棲地轉變和狩獵活動仍在繼續。
建議的保護措施包括嘗試在中國和俄羅斯定位其繁殖地；調查菲律賓的濕地以尋找更多的越冬地；並在達爾頓隘口和其他遷徙鳥捕獲地點啟動新的繫放計劃。調查博物館標本的穩定同位素分析潛力，或可識別其繁殖區域。最後，應將其列為中國的保護物種。 